# L'archéologie du savoir
L'archéologie du savoir (en francés en l'original; L'arqueologia del saber) és un assaig del filòsof Michel Foucault publicat per primera vegada el 1969. És un tractat metodològic que dona a conéixer el que Foucault anomena "arqueologia" (o "mètode arqueològic"), un mètode analític que havia estat utilitzat de manera implícita en els seus estudis anteriors. Aquest és l'únic assaig explícitament metodològic de Foucault.
La premissa de l'estudi és que els sistemes de pensament i coneixement ("epistemes" o "formacions discursives") tenen regles, a més de les gramaticals i lògiques, que actuen en la consciència dels individus i defineixen un sistema de possibilitats conceptuals que determinen els límits del pensament en un lloc i temps concrets.

## Taula de continguts
- I. INTRODUCCIÓ
- II. LES REGULARITATS DISCURSIVES

I. Les unitats de discurs
II. Les formacions discursives
III. La formació d'objectes
IV. La formació de modalitats enunciatives
V. La formació de conceptes
VI. La formació d'estratègies
VII. Observacions i conseqüències
- III. L'ENUNCIAT I L'ARXIU

I. Definició de l'enunciat
II. La funció enunciativa
III. La descripció dels enunciats
IV. Escassetat, exterioritat, acumulació
V. A priori històric i arxiu
- IV. LA DESCRIPCIÓ ARQUEOLÒGICA

I. Arqueologia i història de les idees
II. L'originalitat i la regularitat
III. Les contradiccions
IV. Les dades comparatives
V. El canvi i les transformacions
VI. Ciència i saber
- V. CONCLUSIÓ

## Teoria
Michel Foucault argumenta que l'estudi actual de la història de les idees, tot i que apunta a moments de transició entre les distintes visions del món al llarg de la història, depén de les continuïtats que es descomponen sota una inspecció propera. La història de les idees marca punts de discontinuïtat entre maneres de coneixement generals; la suposició, però, que aquestes maneres existeixen com a absoluts no deixa veure pas el discurs en tota la complexitat. Opina que els "discursos" sorgeixen i es transformen no conforme a sèries de visions del món no articulades en evolució, sinó conforme a un vast i complex conjunt de relacions discursives i institucionals, que són definides tant com per fractures i ruptures com per temes unificats.
Defineix "discurs" com a "manera de parlar". Per això, el seu mètode estudia el conjunt de les coses dites en les seues emergències i transformacions, sense cap mena d'especulació sobre el tot, el significat col·lectiu d'aquelles declaracions, i duu la seua insistència sobre el discurs en si mateix fins a la més bàsica unitat de les coses dites: la declaració (énoncé). Durant quasi tot l'assaig, argumenta a favor i en contra d'algunes nocions del que són aspectes inherents d'una declaració, sense arribar-ne a una definició comprensiva. Tanmateix, afirma que una declaració conforma les regles que donen forma a una expressió (açò és, una frase, una proposició, o l'acte de parla) discursivament significativa. Aquest concepte de significat difereix del concepte de sentit: tot i que una expressió siga significant, per exemple "La muntanya d'or és a Califòrnia", podria, però, ser discursivament un contrasentit i per tant ser inexistent dins d'un discurs determinat. Per això, la "declaració" és una funció existencial per al significat discursiu.
Com que es tracta de regles, la "declaració" té un sentit especial: no és una expressió en si mateixa, sinó les regles que fan una expressió discursivament significativa. No en són pas ni les sintàctiques ni les semàntiques les que fan l'expressió significativa. Són les regles addicionals. En contra dels estructuralistes, Michel Foucault demostra que les estructures semàntiques i sintàctiques no són pas prou per a determinar el sentit discursiu d'una expressió. Tot depenent de si acompleix o no aquestes regles de sentit discursiu, una oració gramaticalment correcta pot no tenir significat discursiu o, a l'inrevés, una frase gramaticalment incorrecta podria ser discursivament significativa, fins i tot lletres sense significat (com ara: "QWERT") podrien tenir un significat en el discurs. Així, el significat de les expressions depén de les condicions en què emergisquen i existisquen dins un camp de discurs; el significat discursiu d'una expressió es confia al seguit de declaracions que la precedeixen i la succeeixen. En conclusió, les "declaracions" que Foucault examina no són pas proposicions, frases, o actes de parla, sinó que les "declaracions" constitueixen una xarxa de regles que estableixen quines expressions són discursivament significatives, i aquestes regles són condició prèvia per a les proposicions significants, expressions o actes de parla que tenen un sentit discursiu. Tanmateix, les "declaracions" són també fets, perquè, com altres regles, apareixen o desapareixen en un moment donat.
L'anàlisi llavors fa la volta a l'organitzada dispersió de declaracions, que ell anomena formacions discursives. Michel Foucault reitera que l'anàlisi que delinea és només un dels procediments possibles, i que no vol desplaçar altres formes d'anàlisi discursiva o catalogar-les com a no vàlides.
Foucault conclou L'archéologie du savoir amb respostes a crítiques d'un crític hipotètic (que ell anticipa que podrien suscitar-se després de llegir la seua obra).

## Acollida
Gilles Deleuze el descriu com el "pas més decisiu mai pres en la teoria i pràctica de multiplicitats".